# Rodrigo Bogarín
Rodrigo Manuel Bogarín Giménez (ur. 24 maja 1997 w Asunción) – paragwajski piłkarz występujący na pozycji ofensywnego lub bocznego pomocnika, od 2025 roku zawodnik meksykańskiego Querétaro.